# Maria Chessa Lai
Maria Chessa Lai (Monti, 15 febbraio 1922 – Alghero, 7 febbraio 2012) è stata una poetessa italiana.
Era madre del giornalista Pasquale Chessa, vicedirettore della rivista Panorama.

## Biografia
Nata in un comune della Gallura, da piccola lascia la Sardegna per la Toscana e, ritorna nell'isola, risiede prima a Tempio Pausania (dove studia presso il liceo classico) e poi ad Alghero, dove per oltre quarant'anni è insegnante elementare..
Nel 1944 studia Legge nella Facoltà di Giurisprudenza dell'Università degli Studi di Sassari.
Durante la sua vita si è tanto battuta per la tutela e la salvaguardia del dialetto catalano-algherese.
Ha vinto per tre volte il Premio Ozieri di Letteratura Sarda, riconoscimento annuale assegnato per la poesia in lingua sarda: nel 1983 per la 18ª edizione il primo premio nella sezione algherese con l'opera El temps de la mare ("Il tempo della madre"); nel 2002 il primo premio della 44ª edizione dell'Ozieri sezione poesia sarda inedita con Port Nimfeu ("Porto Ninfeo"); nel 2009 nella 50 a edizione del medesimo premio sezione poesia sarda inedita, con la poesia Altre cant ("Altro canto"), riflessione filosofica sullo scorrere ineluttabile del tempo.
Si è aggiudicata due volte il Premio Rafael Sari di poesia e prosa: nel 1984 con il componimento poetico El Dia de Dèu ("Il giorno di Dio") e poi anche nel 2008 per La Raò ("La ragione").
Come poeta bilingue ha pubblicato le sue poesie simultaneamente in algherese ed in italiano.
Nel 1994 viene pubblicata dall'Editrice Roth, Paraules ("Parole") volume che raccoglie le sue poesie sino a quel momento composte.
Gran parte della sua produzione poetica e della raccolta dei primi premi ricevuti nel corso di vent'anni di attività poetica, è stata raccolta e pubblicata nel volume intitolato La mia mar ("Il mio mare") edito dall'E.DE.S. (Editrice DEmocratica Sarda) nel 2005 nella collana “La Biblioteca di Babele” diretta dal critico letterario e filologo italiano Nicola Tanda.
Nel 2020 viene pubblicata Poesies Alguerese -- un'edizione bilingue più completa,
insieme a una traduzione inglese intitolata Collected Poems.
Ha collaborato, con svariati racconti, alla pubblicazione dei due volumi: Contes i rondalles ("Racconti e fiabe"), a cura di Guido Sari, Edizioni del Sole 1997-1998 (Alghero) e Sulle orme dei versi (Camí de versos) - Antologia di poeti algheresi dal 1720 ai giorni nostri, a cura di Claudio Calisai, Panoramika Editrice 2004 (Alghero).
È scomparsa, quasi novantenne, il 7 febbraio del 2012 .; nello stesso anno, il 12 dicembre, le è stato assegnato il Premio alla Memoria durante la cerimonia di consegna del Premio Alghero Donna svoltasi a Roma. Maria Chessa Lai è oggi il nome di una via ad Alghero.

## Opere
- Paraules (Alghero, Editrice Roth 1994)
- La mia mar (Alghero, Editrice DEmocratica Sarda 2005)
- Poesies Alguereses (Alghero Edicion de l'Alguer 2020) ISBN 978-88-99504-36-6
- Collected Poems    (Alghero Edicion de l'Alguer 2021) ISBN 978-88-99504-41-0

## Riconoscimenti
- 1983 - Premio Ozieri di Letteratura Sarda
- 1984 - Premio Rafael Sari di poesia e prosa
- 2002 - Premio Ozieri di Letteratura Sarda
- 2008 - Premio Rafael Sari di poesia e prosa
- 2009 - Premio Ozieri di Letteratura Sarda